# Бовес
 Тази статия е за града в Италия.  За белгийския политик вижте Франсоа Бовес.  
Бо̀вес (на италиански: Boves; на пиемонтски: Böves, Бьовес, на окситански: Boeves, Бьовес) е град и община в Северна Италия, провинция Кунео, регион Пиемонт. Разположен е на 590 m надморска височина. Населението на общината е 9867 души (към 2010 г.).